# 馬自達Boxer

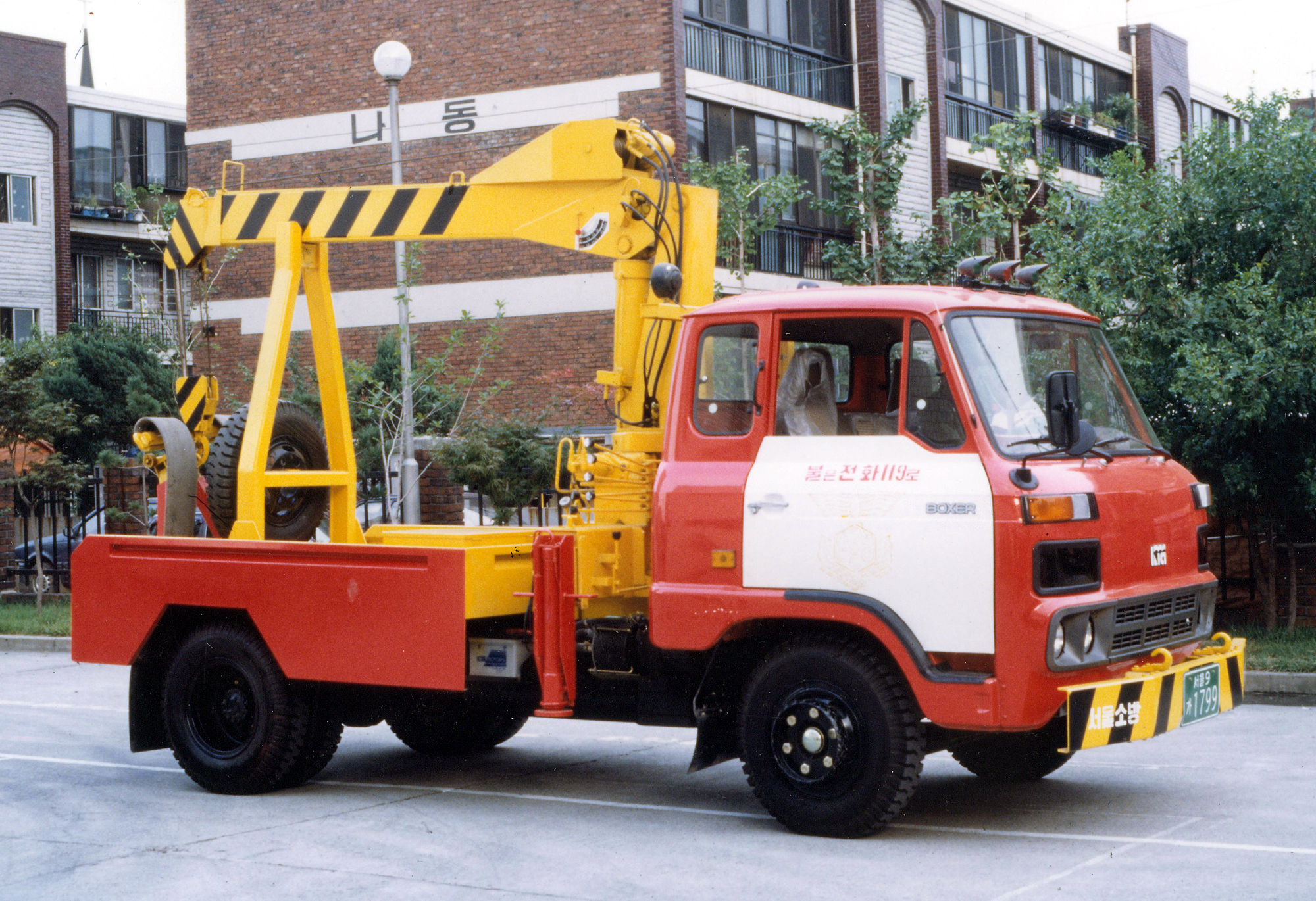
兄弟車起亞Boxer

馬自達Boxer（日语：マツダ・ボクサー）是由日本東洋工業公司（馬自達汽車前身）於1969年至1980年間製造發售的中型商用卡車。關於車名「Boxer」為拳師犬的英文名稱，原廠希望這部卡車能像拳師犬一樣強壯有力。此外，1970年代馬自達和韓國起亞汽車合作，後者在韓國境內換牌生產「起亞Boxer」，乃其兄弟車。

## 概要與歷史
1969年 - 10月上市銷售，最大載貨容積為4噸。搭載的引擎為3,783c.c.直列六缸YA型柴油引擎，是馬自達與英國柏金斯引擎公司共同開發的，最大馬力110ps，最高速度達105km/hr。車頭的前保桿上方左右各設計了兩顆頭燈、一顆霧燈，因此共有六顆燈成一列。另外為了確保斜前方沒有視覺死角，各於左右開了一扇小窗，也是其特殊設計之一。
1970年 - 3月追加傾卸車、加長車斗、衛生車等車型。
1972年 - 改搭載4.1L直列六缸ZB型柴油引擎。
1974年 - 載重量擴大至4噸。
1975年 - 追加Boxer 5500車型，搭載5.5L直列六缸ZC型柴油引擎，最大馬力145hp / 3,200rpm。進氣壩改成銀色，並將動力方向盤列入標準配備。
1980年 - 因實施昭和54年汽車廢氣排放標準而停產。

## 外部連結
- 【MAZDA】創立90周年紀念網站（日文）
- 馬自達Boxer目錄第一頁
- 馬自達Boxer目錄第二頁